# 뚝도수원지 제1정수장
뚝도수원지 제1정수장(纛島水源地 第一淨水場)은 원래 경성수도양수공장으로, 서울에 최초로 설치된 수원시설이었다. 1903년 미국인 콜브란과 보스트 웍크는 대한제국정부로부터 상수도시설에 대한 특허를 받았다. 이들은 정수장의 송수실과 완속여과지를 1906년 8월에 착공하여 1908년 8월에 준공하였다. 여기에 사용된 기자재와 시설 일체는 영국과 미국 제품이었다. 준공 당시 1일 정수량은 12,500m3로 약 165,000명에게 급수되었으며, 그 당시 서울시 급수의 32%를 담당하였다고 한다.
송수실은 연면적 312.4m2, 벽돌조 기와지붕이었다. 건물 입구에는 화강석 아치 문틀을 설치하고, 그 좌우 창들은 반원 아치의 창틀을 쌓았다. 내부의 난간동자는 도기제이다. 완속여과지는 21.2m×35.1m 규모의 6소로 4,433m2의 면적이었다.

## 참고자료
- 뚝도수원지 제1정수장 - 국가유산청 국가유산포털

 본 문서에는 서울특별시에서 지식공유 프로젝트를 통해 퍼블릭 도메인으로 공개한 저작물을 기초로 작성된 내용이 포함되어 있습니다.